# Гатка (Росія)
Га́тка (рос. Гатка) — селище у складі Совєтсько-Гаванського району Хабаровського краю, Росія. Адміністративний центр та єдиний населений пункт Гаткинського сільського поселення.

## Населення
Населення — 777 осіб (2010; 926 у 2002).
Національний склад (станом на 2002 рік):
- росіяни — 87 %

| 2002 | 2010 | 2011 | 2012 | 2013 | 2014 | 2015 |
| ---- | ---- | ---- | ---- | ---- | ---- | ---- |
| 926  | ↘777 | ↘770 | ↘760 | ↘738 | →738 | ↘724 |
| 2016 | 2017 | 2018 | 2019 | 2020 |      |      |
| ↘705 | ↘700 | ↘681 | ↘673 | ↘648 |      |      |